# Ina Seidel
Pour les articles homonymes, voir Seidel.
Ina Seidel, née le 15 septembre 1885 à Halle-sur-Saale, morte le 3 octobre 1974 à Ebenhausen près de Munich, est une poétesse lyrique et une femme de lettres allemande. Ses écrits ont pour thèmes principaux la maternité, le mystère du sang et l'hérédité.

## Biographie
Adolf Hitler lui rendit hommage en lui adressant des poèmes romantiques. Sœur de Willy Seidel, elle fait comme lui partie des quatre-vingt-huit auteurs à avoir signé le Gelöbnis treuester Gefolgschaft, sorte de manifeste de loyauté envers Hitler des écrivains allemands. Elle fit même partie de la Gottbegnadeten-Liste, panthéon des artistes essentiels du nazisme.